# Orel Hershiser
Orel Leonard Hershiser IV (ur. 16 września 1958) – amerykański baseballista, który występował na pozycji miotacza, trzykrotny uczestnik All-Star Game, zdobywca Cy Young Award. W 1988 ustanowił rekord Major League Baseball, nie tracąc punktu w 59 inningach z rzędu.

## College
Hershiser studiował na Bowling Green State University, gdzie w latach 1977–1979 grał w drużynie uczelnianej Bowling Green Falcons. Podczas trzeciego roku studiów, 4 maja 1979 w meczu przeciwko Kent State Golden Flashes zanotował no-hittera. W 1985 został uhonorowany członkostwem w Athletic Hall of Fame tej uczelni.

## Minor League Baseball
W czerwcu 1979 został wybrany w 17. rundzie draftu przez Los Angeles Dodgers. Zawodową karierę rozpoczął od występów w Clinton Dodgers (poziom Class-A), następnie w latach 1980–1981 grał w San Antonio Missions (Double-A). W 1982 był zawodnikiem Albuquerque Dukes, w którym rozpoczął również sezon 1983.

## Major League Baseball

### Los Angeles Dodgers

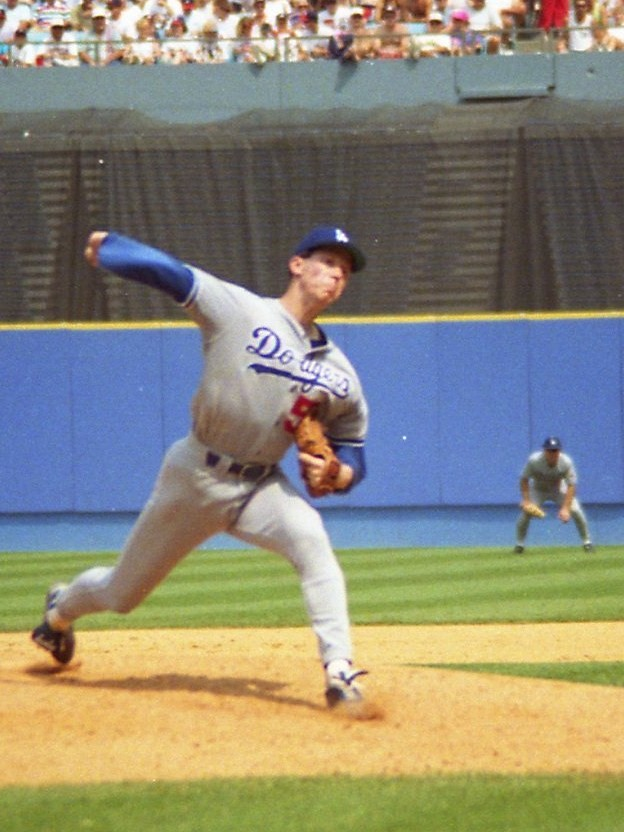
Orel Hershiser podczas gry w Los Angeles Dodgers.

W Major League Baseball zadebiutował 1 września 1983 w meczu przeciwko Montreal Expos jako reliever. W sezonie 1983 rozegrał 8 spotkań, zaliczając jeden save. 5 kwietnia 1984 w meczu z St. Louis Cardinals zanotował pierwsze zwycięstwo w MLB. Pierwszy start zaliczył 26 maja 1984 w wyjazdowym spotkaniu z New York Mets, rozgrywając 6⅓ zmiany, uzyskując no-decision. Od lipca do września występował regularnie jako starter. W sezonie 1984 uzyskał bilans W-L 11–8 przy wskaźniku ERA 2,66 w 45 meczach. Ponadto zaliczył cztery shutouty, a w głosowaniu do nagrody NL Rookie of the Year zajął 3. miejsce.
W 1985 miał najlepszy w MLB procent zwycięstw, osiągając bilans 19–3 i ERA 2,03. W październiku 1985 po raz pierwszy w karierze wystąpił w postseason, notując dwa występy w przegranych dla Dodgers American League Championship Series przeciwko St. Louis Cardinals. W 1987 po raz pierwszy zagrał w Meczu Gwiazd.
W sezonie 1988 po raz drugi zagrał w Meczu Gwiazd, zaliczył w lidze najwięcej zwycięstw (23), shutoutów (8), rozegrał najwięcej pełnych meczów (15) oraz inningów (267) i uzyskał trzeci w National League wskaźnik ERA (2,26). 30 sierpnia rozpoczął serię nie oddając punktu w 59 zmianach z rzędu, bijąc rekord Dona Drysdale'a z 1968 roku. Hershiser zakończył serię 28 września w ostatnim meczu sezonu zasadniczego przeciwko San Diego Padres. W National League Championship Series, w których Dodgers mierzyli się z New York Mets, wystąpił w trzech meczach jako starter i w jednym jako reliever. W meczu numer 4 zaliczył save'a, a w decydującym o awansie meczu numer 7 shutout i został wybrany najbardziej wartościowym zawodnikiem tej rywalizacji. W World Series przeciwko Oakland Athletics zagrał w meczu numer 2 zaliczając shutout i w dającym Dodgers tytuł mistrzowski meczu numer 5, notując drugą wygraną w finałach. Hershiser został wybrany World Series MVP, a także jednogłośnie najlepszym miotaczem w National League, otrzymując Cy Young Award. Został również wyróżniony spośród pitcherów, zdobywając Złotą Rękawicę.
W 1989 został po raz trzeci z rzędu wybrany do NL All-Star Team. W kwietniu 1990 odniósł kontuzję ramienia, a do występów powrócił w maju 1991. 9 czerwca 1991 w meczu przeciwko Chicago Cubs zanotował 100. zwycięstwo w MLB, a cały sezon zakończył z bilansem 7–2 i został wybrany United Press International's National League Comeback Player of the Year. W 1993 uzyskał średnią uderzeń 0,353 i otrzymał nagrodę Silver Slugger Award.

### Cleveland Indians
W kwietniu 1995 podpisał kontrakt jako wolny agent z Cleveland Indians. W 1995 zanotował dwie wygrane w American League Championship Series i został pierwszym zawodnikiem w historii, który został wybrany League Championship Series MVP w obydwu ligach. W World Series zagrał dwa spotkania, jednak Indians ulegli Atlanta Braves.

## Późniejszy okres
W grudniu 1997 został zawodnikiem San Francisco Giants, zaś w marcu 1999 New York Mets. 22 lipca 1999 w spotkaniu z Montreal Expos zanotował 200. zwycięstwo, zaś 3 października 1999 w ostatnim meczu sezonu zasadniczego przeciwko Pittsburgh Pirates zaliczył 2000. strikeout w MLB. W grudniu 1999 powrócił do Los Angeles Dodgers, w którym zakończył zawodniczą karierę. Po raz ostatni wystąpił 26 czerwca 2000 w wieku 41 lat. W późniejszym okresie był trenerem miotaczy w Texas Rangers, a także dyrektorem wykonawczym tego zespołu. W 2006 został ekspertem w stacji telewizyjnej ESPN. W 2008 wystąpił w kilku turniejach World Series of Poker.

## Nagrody i wyróżnienia
| Nagroda/wyróżnienie      | Lata             | Źródło       |
| 3× All-Star              | 1987, 1988, 1989 | [ 3 ]        |
| Gold Glove Award         | 1988             | [ 3 ]        |
| Silver Slugger Award     | 1993             | [ 3 ]        |
| Zwycięzca w World Series | 1988             | [ 9 ]        |
| NL Cy Young Award        | 1988             | [ 10 ]       |
| World Series MVP         | 1988             | [ 9 ]        |
| 2× LCS MVP               | 1988, 1995       | [ 7 ] [ 14 ] |